# 三階教
三階教（さんがいぎょう）とは、北斉の信行（540年 - 594年）が開いた仏教の新しい教派である。三階とは、正法・像法・末法という仏教の三時観を、第一階・第二階・第三階という独自の用語で呼んだことに由来する。

## 概要
三階教徒にとっての「いま」の時代は、一般的には末法、三階教では第三階の時代に入ったのであるから、正法（第一階）や像法（第二階）の時代のように、一乗や三乗の教えによっては救われない、と主張した。この点によって、既成の他宗派と相容れない状況を自ら作り出すこととなった。
その上で、第三階の人は、末法の濁世に生きる凡夫であるがゆえに、三階教が『大方広十輪経』や『大集経』を所依の経典として独自に説いた、普仏・普法・普敬によらなければ救われないと説いた。すなわち、あらゆる仏、あらゆる経典、あらゆる僧侶に帰依することを求めたのである。その実践は、乞食行であった。ただ、その主張は、如来蔵・仏性思想に基づくもので、それ自体は、大乗仏教の思想の延長線上にあるものである。三階教の教義は、仏教が本来もつ汎神論性を更に一歩推し進めたものとも受け取れる。
この点で、同時期に曇鸞-道綽-善導によって大成された浄土教、専修念仏を標榜して念仏を唱えるだけで阿弥陀仏の極楽浄土に往生できると説いた浄土教と比較されることとなる。浄土教も、三階教同様に、末法思想の影響によって生まれたものであり、末世には念仏によってしか救われないと説くものである。ただ、その方向性は対照的であり、浄土教の場合は、仏教の汎神論性を捨て、一神教的な傾向を持つに至るのである。
三階教の特色は、各宗が混在するのが通例であった当時の寺院の中に、三階教徒のためだけの三階院を設け、また子院に止まらず、三階教独自の寺さえも持つに至ったことである。その生活は、同行同信の信徒が道俗の別なく集住し、布教につとめ、頭陀乞食にはげんだ。食事は戒律を守って一日一食、往来では長幼の別なく行き交う人々に礼敬した。これは、悉有仏性の思想を体現するものであったと考えられる。長安城内では、隋の真寂寺、唐代には化度寺と改称される寺が三階教の中心寺院として著名であった。また、化度寺内には、無尽蔵院が設けられていたことでも知られる。但し、一般人士の支持が過度に集まったため、無尽蔵院は玄宗の開元元年（713年）に勅によって破壊されてしまった。
無尽蔵院に限らず、三階教の歴史は、政府による弾圧の歴史であった。既に開祖信行の没後わずか6年の、隋・文帝の開皇20年（600年）には邪教と認められて弾圧を受けている。また、三階教では独自に編纂された典籍を持っていたが、大蔵経に入蔵されることはなく、三階教の教勢が衰滅した後は、一部が仏書に引用されて伝わる以外、全く失われてしまった。しかし、20世紀になって、敦煌から数多くの三階教籍の写本が見つかり、その教義が明らかとなった。また21世紀に入って、陝西省の金川湾石窟で、三階教の経文が全て刻まれているのが発見された。
その汎神論的な信仰は、日本の浄土教系諸派中においては、融通念仏宗との関連性が指摘されている。「一人は一切人、一切人は一人、一行は一切行、一切行は一行、十界一念、融通念仏、億百万遍、功徳は円満。」（「融通円門章」）と説かれている。これは、天台の一念三千説を根拠とするが、普法念仏の一形態と見ることもできる。